# Thyanta casta
Thyanta casta är en insektsart som beskrevs av Carl Stål 1862. Thyanta casta ingår i släktet Thyanta och familjen bärfisar. Inga underarter finns listade i Catalogue of Life.